# Lawrence Hilton-Jacobs

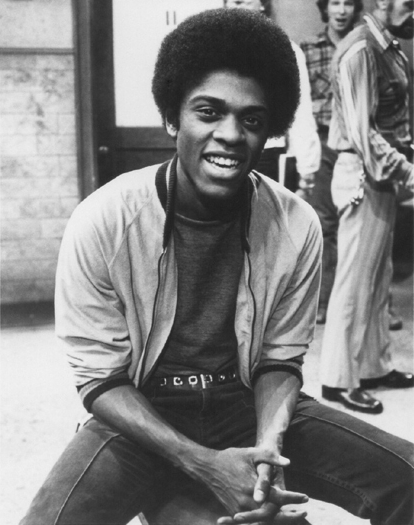
Lawrence Hilton-Jacobs, 1976

Lawrence Hilton-Jacobs (* 4. September 1953 in New York City) ist ein US-amerikanischer Filmschauspieler und Sänger.

## Leben und Karriere
Hilton-Jacobs wurde in New York City, New York, als fünftes von neun Kindern der Eltern Hilton Jacobs († 2000) und Clothilda Jacobs († 2008) geboren. Er begann seine Schauspielkarriere im Sommer 1969 und schloss 1971 sein Studium an der High School of Art and Design ab. Er besuchte die Wilkes University für kurze Zeit, bevor seine Schauspielkarriere begann und Schauspiel bei der Negro Ensemble Company und dem Al Fann Theatrical Ensemble studierte.
1975 übernahm er die Rolle von Freddie „Boom Boom“ Washington in der ABC-Hit-Comedy-Serie Welcome Back, Kotter. Hilton-Jacobs spielte 1975 in dem Coming-of-Age-Film Cooley High mit und übernahm zwei Jahre später eine Rolle in der ABC-Miniserie Roots. Hilton-Jacobs spielte im Laufe der Jahre in einigen Werbespots mit. Von 1989 bis 1990 hatte er in der Science-Fiction-TV-Serie Alien Nation die Rolle des Sgt. Dobbs inne. Er verkörperte Panda Thomas (#1) in Rob Zombies Slasher-Film 31.
Er spielte die Rolle von Joseph Walter „Joe“ Jackson, den Vater der Familie Jackson, in der Miniserie Die Jacksons – Ein amerikanischer Traum von 1992.
Als Hommage an ihn wird das Wohnprojekt in Eddie Murphys Fernsehsendung The PJs Hilton-Jacobs Projects genannt.
Hilton-Jacobs hat zwei Töchter.

## Filmografie
- 1974: Claudine
- 1974: Ein Mann sieht rot (Death Wish)
- 1974: Spieler ohne Skrupel (The Gambler)
- 1975: Cooley High
- 1978: Youngblood
- 1978: The Comedy Company (Fernsehfilm)
- 1980: Geheimcode Chaos (For the Love of It, Fernsehfilm)
- 1985: The Annihilators
- 1988: Paramedics – Die Chaoten von der Ambulanz (Paramedics)
- 1989: L.A. Heat
- 1989: Angels of the City
- 1989: L.A. Vice
- 1989: East L.A. Warriors
- 1990: Horde des Schreckens (Kill Crazy)
- 1990: Chance
- 1991: Quietfire
- 1992: Tuesday Never Comes
- 1993: Tödliche Therapie (Indecent Behavior)
- 1997: Sturmflut – Inferno an der Küste (Tidal Wave: No Escape, Fernsehfilm)
- 1999: Mr. Right Now!
- 2001: Southlander
- 2002: Hip, Edgy, Sexy, Cool
- 2002: The Streetsweeper
- 2003: Killer Drag Queens on Dope
- 2004: 30 Miles
- 2005: Don’t Give Me the Finger (Kurzfilm)
- 2007: Sublime
- 2008: Otis
- 2009: Young American Gangstas
- 2011: Nocturnal Agony
- 2013: Playin’ for Love
- 2014: Airplane vs. Volcano
- 2015: Mercy for Angels
- 2015: Tamales and Gumbo
- 2015: The Christmas Gift (Fernsehfilm)
- 2016: 31
- 2016: Dead Man Rising
- 2017: A Chance in the World
- 2017: Sins of the Father (Kurzfilm)
- 2018: Welcome to Where You’ve Always Been (Kurzfilm)
- 2018: Compton’s Finest
- 2020: She’s the One
- 2020: Shooting Heroin
- 2020: The Perfect Mate
- 2021: Escape from Death Block 13

Außerdem hat er von 1975 bis 2019 in einer Reihe von US-amerikanischen Serien Nebenrollen übernommen.

## Musik
- Lawrence Hilton-Jacobs S/T (1978)
- All the Way… Love (1979)
- Let Me Do It (1981) (Produzent); Gespielt von Halo.